# Пангар (річка)
Пангар — річка в Камеруні, головна притока річки Лом.
Починається біля підніжжя гори Нгау-Ндаль. Тече на південь близько 100 км, поблизу села Мбітом повертає на схід. За 35 км від впадіння в Лом, в Пангар впадає його найбільша притока — Мбуку. Води Пангару поповнюють водосховище Лом-Пангар, що розташоване за 4 км нижче від впадіння Пангару в Лом. Довжина річки — 210 км, площа водозбору — 645 км².